# ТЕС SACC
27°47′5.6″ пд. ш. 29°58′10.7″ сх. д. / 27.784889° пд. ш. 29.969639° сх. д.
ТЕС SACC — теплова електростанція на південному сході Південно-Африканської Республіки в провінції Квазулу-Наталь, розташована приблизно посередині між Дурбаном та Йоганнесбургом (250 км до тієї чи іншої точки).
Починаючи з осені 2013 року, компанія South Africa Calcium Carbide створила на своєму заводі когенераційну установку електричною потужністю 8 МВт, котра використовує як паливо монооксид вуглецю, що утворюється під час виробництва карбіду. Установка складається з чотирьох дизель-генераторів виробництва компанії General Electric типу Jenbacher J620. Крім того, встановлено два котли-утилізатори, котрі дозволяють продукувати необхідну теплову енергію.
Власна електростанція дозволяє покривати 20 % потреб підприємства в електроенергії (також можливо відзначити, що до запуску установки завод не міг працювати на повну потужність через обмеження в постачанні електроенергії з мережі загального користування).